# Viktor von Wilsdorf

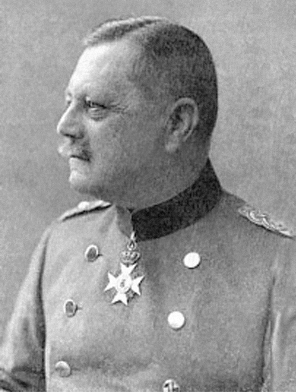
Viktor von Wilsdorf

Karl Viktor Wilsdorf, seit 1911 von Wilsdorf (* 18. Januar 1857 in Großhartmannsdorf; † 23. März 1920 in Dresden) war ein sächsischer General der Infanterie und Kriegsminister des Königreich Sachsen.

## Leben

### Herkunft
Wilsdorf entstammte einer bürgerlichen Familie aus Sachsen und war der Sohn des Rittergutsbesitzers auf Großhartmannsdorf, Julius Allwill Wilsdorf, und dessen Ehefrau Christiane Körner. 

### Karriere
Nach Ablegen der Maturitätsprüfung trat er 1875 als Einjährig-Freiwilliger in das Schützen-(Füsilier-)Regiment „Prinz Georg“ (Königlich Sächsisches) Nr. 108 der sächsischen Armee ein. Er wollte ursprünglich Rechtswissenschaften studieren, ließ sich aber durch Anraten vertrauter Personen für eine Militärkarriere entscheiden. Er wurde so im zweiten halben Jahre zum Avantageur ernannt und besuchte die Kriegsschule mit viel Erfolg, weshalb er von Kaiser Wilhelm I. mit einem Ehrensäbel ausgezeichnet wurde. Am 23. Februar 1877 wurde er zum Leutnant befördert. Er wurde schon nach wenigen Jahre als Adjutant im Regiment verwendet. Am 18. Februar 1883 wurde er als charakterisierter Oberleutnant zum Regimentsadjutanten ernannt. Er wurde am 13. Dezember 1889 zum Hauptmann und Kompaniechef befördert und zur 4. Kompanie des 2. Königlich Sächsischen Jäger-Bataillon Nr. 13 in Dresden versetzt.
Wilsdorf wurde unter Beförderung zum Major am 26. März 1899 zum Bataillonskommandeur des II. Bataillons beim Infanterie-Regiment „König Georg“ (7. Königlich Sächsisches) Nr. 106 ernannt. 1900 wurde er mit dem Dienstauszeichnungskreuz ausgezeichnet. 1901 wurde er von dieser Position entbunden und als Adjutant zum Generalkommando des XIX. (II. Königlich Sächsisches) Armee-Korps abkommandiert. Im Jahre 1903 wurde er dann zum Kommandeur des 1. Königlich Sächsischen Jäger-Bataillon Nr. 12 in Freiberg ernannt und in dieser Eigenschaft am 21. März 1904 zum Oberstleutnant befördert. Im Frühjahr 1905 wurde er als Nachfolger von Otto von Tettenborn zum Kommandeur des sächsischen Kadettenkorps in Dresden ernannt und schon nach Beförderung zum Oberst am 23. November 1906 als Abteilungschef der Abteilung für die persönlichen Angelegenheiten in das sächsische Kriegsministerium befehligt. Er wurde in dieser Position am 11. September 1910 zum Generalmajor befördert und in Anerkennung seiner Verdienste für das Königreich Sachsen am 23. Mai 1911 von König Friedrich August III. in den erblichen sächsischen Adelsstand erhoben. Am 23. September 1913 wurde er unter Genehmigung seines Abschiedsgesuches mit dem Charakter eines Generalleutnants zur Disposition gestellt.
Nach Ausbruch des Ersten Weltkrieges wurde von Wilsdorf reaktiviert und zunächst als Chef des Stabes des stellvertretenden Generalkommandos des XIX. (II. Königlich Sächsischen) Armee-Korps in Leipzig verwendet. Schon einige Wochen später wurde er von dieser Position enthoben und unter neuer Berufung als stellvertretender Kriegsminister beauftragt, provisorisch die Geschäfte des Kriegsministers, Adolph von Carlowitz, weiterzuführen, da dieser mit der Führung eines Armeekorps beauftragt wurde. Da Kriegsminister von Carlowitz aber langfristig an der Front blieb, wurde von Wilsdorf im Oktober 1915 von König Friedrich August III. zum Staats- und Kriegsminister ernannt. In dieser Eigenschaft avancierte er zum General der Infanterie und übte indirekten Einfluss auf das innenpolitische Geschehen des Königreich Sachsen sowie Impulse für die sächsische Industrie aus. Im Oktober 1918 wurde er mit dem Roten Adlerorden I. Klasse mit Schwertern ausgezeichnet. Nach der Novemberrevolution im gleichen Jahre wurde von Wilsdorf als Kriegsminister abgelöst und trat kurz darauf in den Ruhestand.

### Familie
Viktor von Wilsdorf heiratete am 25. September 1899 in Dresden die US-Amerikanerin Marion Page Cotton. Ein gemeinsamer Sohn aus der Ehe war der spätere Schriftsteller Hans von Wilsdorf.